# Mathilde Hignet
Mathilde Hignet (geboren am 10. Juni 1993 in Rennes) ist eine französische Politikerin.
Hignet ist Mitglied der Partei La France insoumise: Bei der Parlamentswahl 2022 wurde sie auf der Liste des Parteienbündnisses NUPES für den 4. Wahlkreis des Département Ille-et-Vilaine in die Nationalversammlung gewählt.

## Leben und Wirken
Hignet wurde am 10. Juni 1993 in Rennes als Tochter von Biobauern geboren. Sie wuchs in La Chapelle-Bouëxic (Ille-et-Vilaine) auf. Sie hat ein technologisches Abitur STAV (landwirtschaftliches Abitur) und ein berufliches Qualifikationszertifikat als Commis de Cuisine (Küchenhilfe). Sie arbeitete als Landarbeiterin auf dem Bauernhof ihrer Eltern sowie in einem Pflegeheim.
Laut Libération ist sie seit ihrem 15. Lebensjahr mit dem Mouvement rural de jeunesse chrétienne verbunden.

## Politischer Werdegang
2020 kandidierte sie in Val d'Anast auf 18. Stelle auf der Liste Val d'Anast Autrement (Divers gauche). Da die Liste nur 11,16 % erhielt, wurde sie nicht gewählt.
Am 19. Juni 2022 wurde sie bei der Parlamentswahl im 4. Wahlkreis des Département Ille-et-Vilaine in die Nationalversammlung gewählt. Nachdem sie im ersten Wahlgang mit 32,61 % der abgegebenen Stimmen (16,04 % der registrierten Wähler) in die Stichwahl gekommen war, gewann sie im zweiten Wahlgang mit 50,36 % der abgegebenen Stimmen (23,85 % der registrierten Wähler) bei einer Wahlbeteiligung von 50,92 % den vierten Wahlkreis vor Anne Patault (Kandidatin von Ensemble!), Regionalrätin der Bretagne und Stellvertreterin des amtierenden Abgeordneten Gaël Le Bohec. Ersatzkandidat von Mathilde Hignet ist Marc Martin, ehemaliger Kandidat der Parlamentswahl von 2017, der von La France insoumise für denselben Wahlkreis unterstützt wurde und im zweiten Wahlgang gegen Gaël Le Bohec, den damaligen Kandidaten von La République en marche, unterlag.